# Climatic Change
Climatic Change est une revue scientifique bihebdomadaire à comité de lecture publiée par Springer Science+Business Media. Elle regroupe des travaux interdisciplinaires sur tous les aspects du réchauffement et de la variabilité climatique. La revue fut créée en 1977 et ses rédacteurs en chef sont Michael Oppenheimer (université de Princeton) et Gary Yohe (université Wesleyenne). 

## Résumé et indexation
Le journal est résumé et indexé dans : 
- Science Citation Index
- Scopus
- Inspec
- Chemical Abstracts Service
- EBSCO databases
- ProQuest
- CAB International
- Academic OneFile
- AGRICOLA
- Biological Abstracts
- BIOSIS Previews
- CAB Abstracts
- Current Contents/Agriculture, Biology & Environmental Sciences
- Current Contents/Physical, Chemical and Earth Sciences
- EI-Compendex
- Elsevier Biobase
- Expanded Academic
- GeoArchive
- GEOBASE
- GeoRef
- International Bibliography of Book Reviews
- International Bibliography of Periodical Literature
- Pascal
- Research Papers in Economics
- Système international d'information nucléaire